# NGC 5147
NGC 5147 est une petite galaxie spirale barrée de type magellanique située dans la constellation de la Vierge. Sa vitesse par rapport au fond diffus cosmologique est de 1 397 ± 22 km/s, ce qui correspond à une distance de Hubble de 20,6 ± 1,5 Mpc (∼67,2 millions d'al). NGC 5147 a été découverte par l'astronome germano-britannique William Herschel en 1784.
La classe de luminosité de NGC 5147 est IV-V et elle présente une large raie HI. Elle renferme également des régions d'hydrogène ionisé. De plus, c'est une galaxie du champ, c'est-à-dire qu'elle n'appartient pas à un amas ou un groupe et qu'elle est donc gravitationnellement isolée.
À ce jour, cinq mesures non basées sur le décalage vers le rouge (redshift) donnent une distance de 17,840 ± 3,700 Mpc (∼58,2 millions d'al), ce qui est à l'intérieur des valeurs de la distance de Hubble. Puisque cette galaxie est relativement rapprochée du Groupe local, cette distance est peut-être plus près de sa distance réelle que la distance de Hubble. Notons que c'est avec la valeur moyenne des mesures indépendantes, lorsqu'elles existent, que la base de données NASA/IPAC calcule le diamètre d'une galaxie.